# Stenaphorura japygiformis
Stenaphorura japygiformis is een springstaartensoort uit de familie van de Tullbergiidae. De wetenschappelijke naam van de soort is voor het eerst geldig gepubliceerd in 1900 door Absolon.